# Портрет Амбруаза Воллара (Ренуар)
«Портрет Амбруаза Воллара», «Амбруаз Воллар» (фр. Portrait d'Ambroise Vollard) — картина французского художника-импрессиониста Пьера Огюста Ренуара, созданная в 1908 году. Представляет собой портрет парижского торговца предметами искусства Амбруаза Воллара, одного из трёх ведущих агентов художника. Воллар стремился заполучить как можно больше работ Ренуара и для этого осыпал его заказами. Картина находится в коллекции лондонского Института искусств Курто.

## История
Воллар не только покупал старые работы Ренуара, но и заказывал новые (гравюры, картины, скульптуры), в том числе и портреты. В 1903 году он уговорил Ренуара выполнить погрудный портрет (этюд маслом). Для того, чтобы добиться покупки как можно большего числа картин художника, Воллар шёл на всяческие ухищрения, выполнял прихоти и капризы больного артритом Ренуара. По этому поводу Анри Перрюшо писал: «Воллар часто служил ему своего рода козлом отпущения. Художник лучше всех других знал его натуру: жестокое упорство, скрывавшееся за напускной ленью и мнимым простодушием. Он любил донимать его своими шутками, остротами, злоупотребляя бесконечной покладистостью, которую торговец картинами выказывал по отношению к нему. Сколько бы тот ни раздражался, он был готов всё вытерпеть от Ренуара». Также по наблюдению Перрюшо, Воллар всячески стремился получить новую картину, так как это означало «обладать» ей, что было его страстью, а то, что не мог приобрести оставляло его равнодушным. 
В 1908 году Воллар добился создания более масштабного портрета, чем предыдущий эскиз. 5 мая Ренуар пригласил Воллара в Кань-сюр-Мер, где у мастера была усадьба «Коллет» (Collettes — «Всхолмья»), позировать: «Приезжай, когда сможешь. Я полностью готов к работе». Воллар показан на картине увлечённым ценителем искусства: он  сидит за столом, держит в руках и внимательно рассматривает женскую статуэтку скульптора Аристида Майоля «Скорчившаяся женщина», созданную в 1900 году. Майоль также был клиентом Воллара, а в 1902 году торговец организовал его первую выставку, которая сделала ему имя в художественных кругах. Среди других деталей, характеризующих интересы Воллара, на столе представлен китайский фарфор и скатерть со скачущими коровами. Такой дизайн отсылает к шутке торговца, однажды заявившего: «Скажите, пожалуйста, месье Ренуар, почему это в Швейцарии не устраивают бои быков — ведь там полно коров!» Об этой картине торговец вспоминал, что это был один из нескольких его портретов, созданных Ренуаром: «Он сделал с меня литографию и три живописных этюда, из которых один очень законченный: на нём я изображён облокотившимся на стол и держащим в руках статуэтку Майоля (1908)». 
По мнению исследователей, композиционно картина Ренуара напоминает «Портрет Якопо Страда» Тициана (ок. 1566—1567), на которой изображён итальянский антиквар Якопо Страда (1507—1588). На портрете торговец представлен в несколько идеализированном виде, так как Ренуар не стал акцентировать внимание на недостатках его внешности — в действительности это был упитанный мужчина, над которым посмеивались за его лысину и не гармоничный нос. 
Среди других портретов Ренуара, на которых изображён его агент: «Портрет Амбруаза Воллара в красном платке», «Портрет Амбруаза Воллара в костюме тореадора». Учитывая количество портретов торговца картинами Пабло Пикассо даже заметил, что ни одна красавица не была моделью стольких известных художников как Воллар.